# Godfrey Kneller

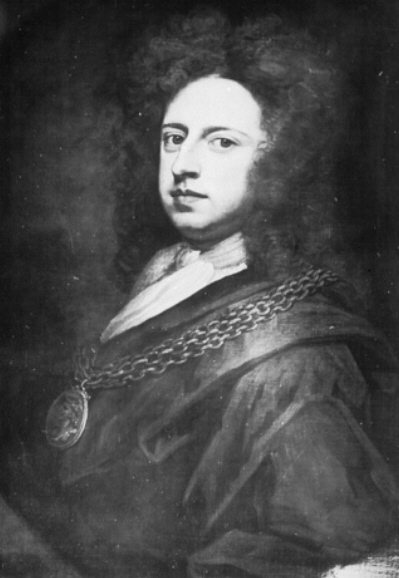
Zelfportret

Godfrey Kneller (Lübeck, 8 augustus 1646 – Londen, 19 oktober 1723) was een Duits portretschilder die actief was in Engeland in de late 17e eeuw en de vroege 18e eeuw onder meer als de portretschilder van het Britse koningshuis.

## Leven
Kneller werd geboren als Gottfried Kniller in Lübeck als zoon van de portretschilder Zacharias Kniller. Hij studeerde in Leiden en werd een leerling van Ferdinand Bol en Rembrandt van Rijn in Amsterdam. In het begin van de jaren 1670 reisde hij met zijn broer Johannes Zacharias Kneller, die een kunstschilder was, naar Rome en Venetië, waar hij onder andere historische onderwerpen en portretten schilderde in de studio van Carlo Maratta. Daarna verhuisde hij naar Hamburg en vanaf 1674 woonde hij in Engeland.
Hij won er het beschermheerschap van de hertog van Monmouth. Hij werd voorgesteld aan Karel II van Engeland, en schilderde diens portret. Kneller werd erkend als een toonaangevende portretschilder in Engeland. Toen Peter Lely in 1680 stierf, werd Kneller benoemd tot eerste hofschilder van Karel II en dat bleef hij ook ten tijde van Jacobus II van Engeland. Hij werd lid van de Kit-Cat Club. Kneller werd geridderd door Willem III en tot een baronet gemaakt door George I op 24 mei 1715. Hij was ook hoofd van de Kneller Academie voor schilderen en tekenen 1711 -1716 gevestigd in Great Queen Street in Londen, die artiesten als Thomas Gibson onder haar stichtende bestuurders telde. Zijn schilderijen werden geprezen door dichters als John Dryden, Joseph Addison, Richard Steele en Alexander Pope.
Kneller overleed in 1723 op 77-jarige leeftijd aan koorts.

## Werken
In Engeland richtte Kneller zich vooral op portretten. Hij stichtte een studio die op een bijna industriële schaal portretten produceerde, gebaseerd op een korte schets van het gezicht met gegevens toegevoegd aan een stereotiep model, een methode die profiteerde van de toen gangbare mode voor mannen om pruiken te dragen. Zijn portretten zetten een model dat werd gevolgd tot William Hogarth en Joshua Reynolds.
Hij schilderde onder meer vele leden van de Kit-Cat Club, waarvan hij zelf ook deel uitmaakte. Hij schilderde tien Hampton Court schoonheden van het hof van Willem III, in navolging van een soortgelijke reeks van tien Windsor schoonheden van het hof van Karel II geschilderd door zijn voorganger als hofschilder, Peter Lely. Vele van deze portretten bevinden zich in de Londense National Portrait Gallery. Zijn belangrijkste werken zijn The Chinese Convert (1687; Royal Collection, Londen), een serie van vier portretten van Isaac Newton geschilderd op verschillende momenten van het leven van deze laatste en een reeks van tien regerende Europese monarchen, waaronder koning Lodewijk XIV van Frankrijk.

## Galerij

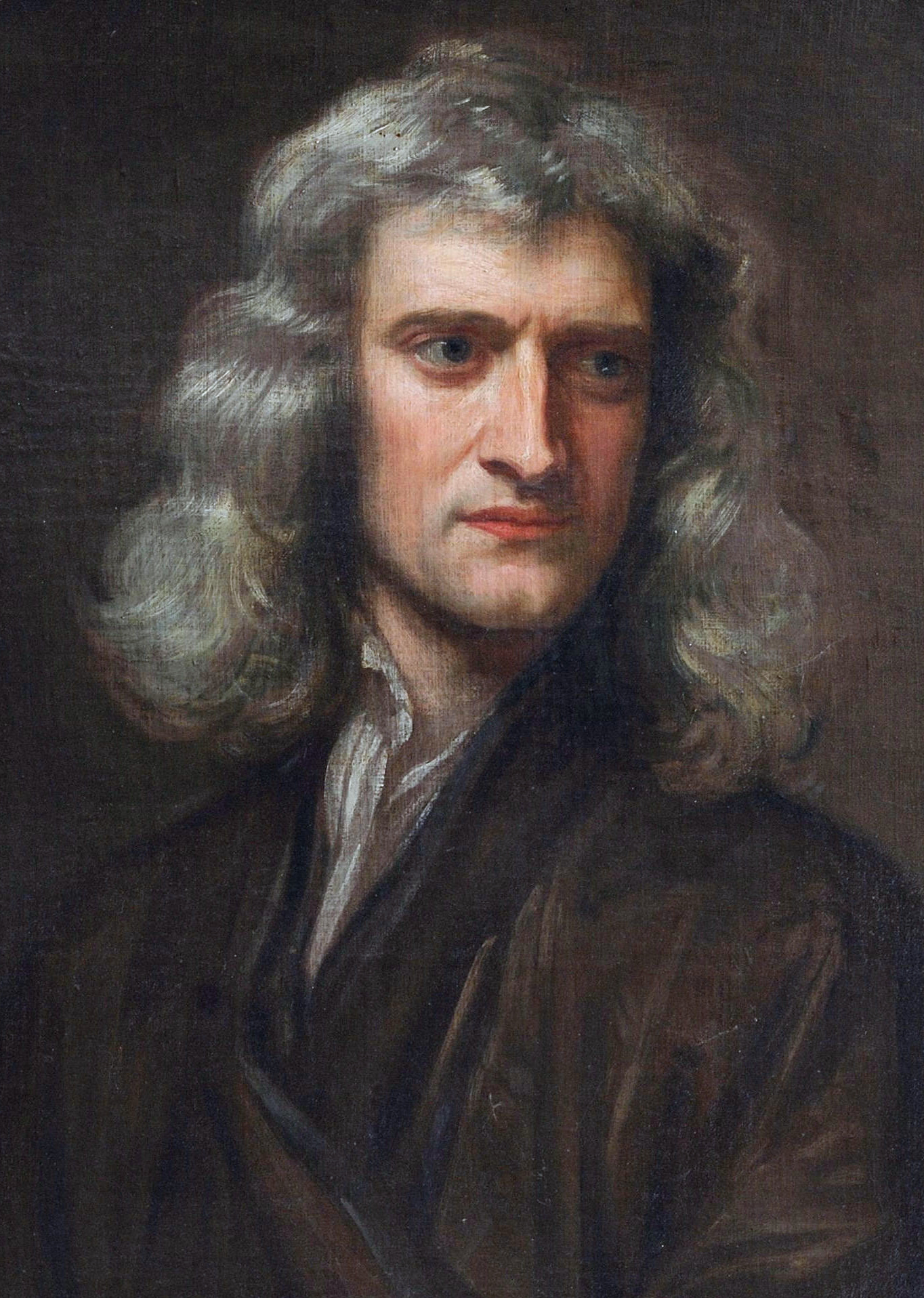
Portret van Newton
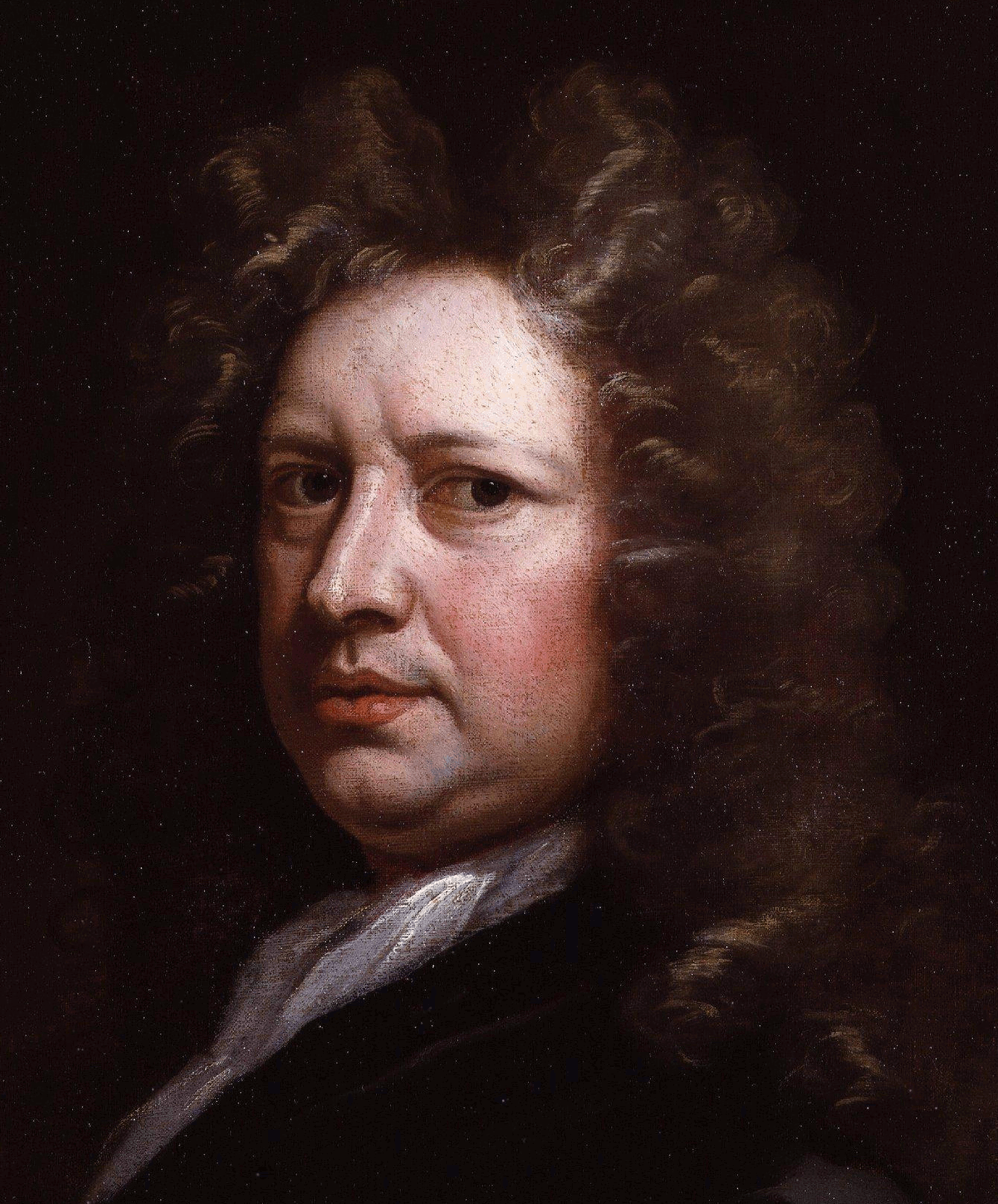
Portret van Betterton
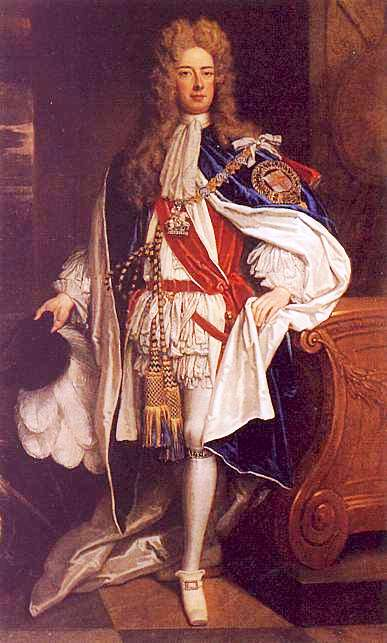
Portret van Marlborough
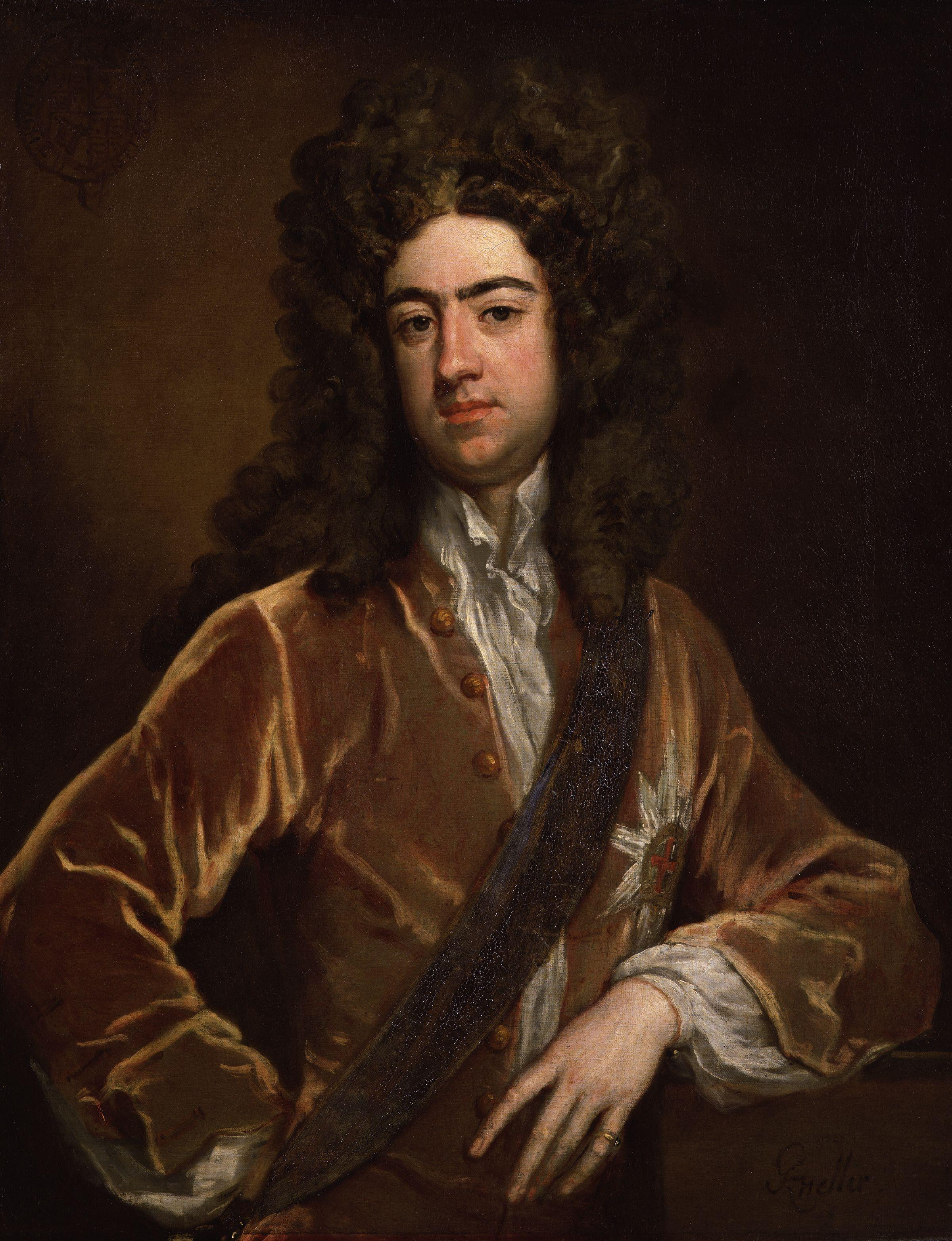
Portret van Charles Lennox
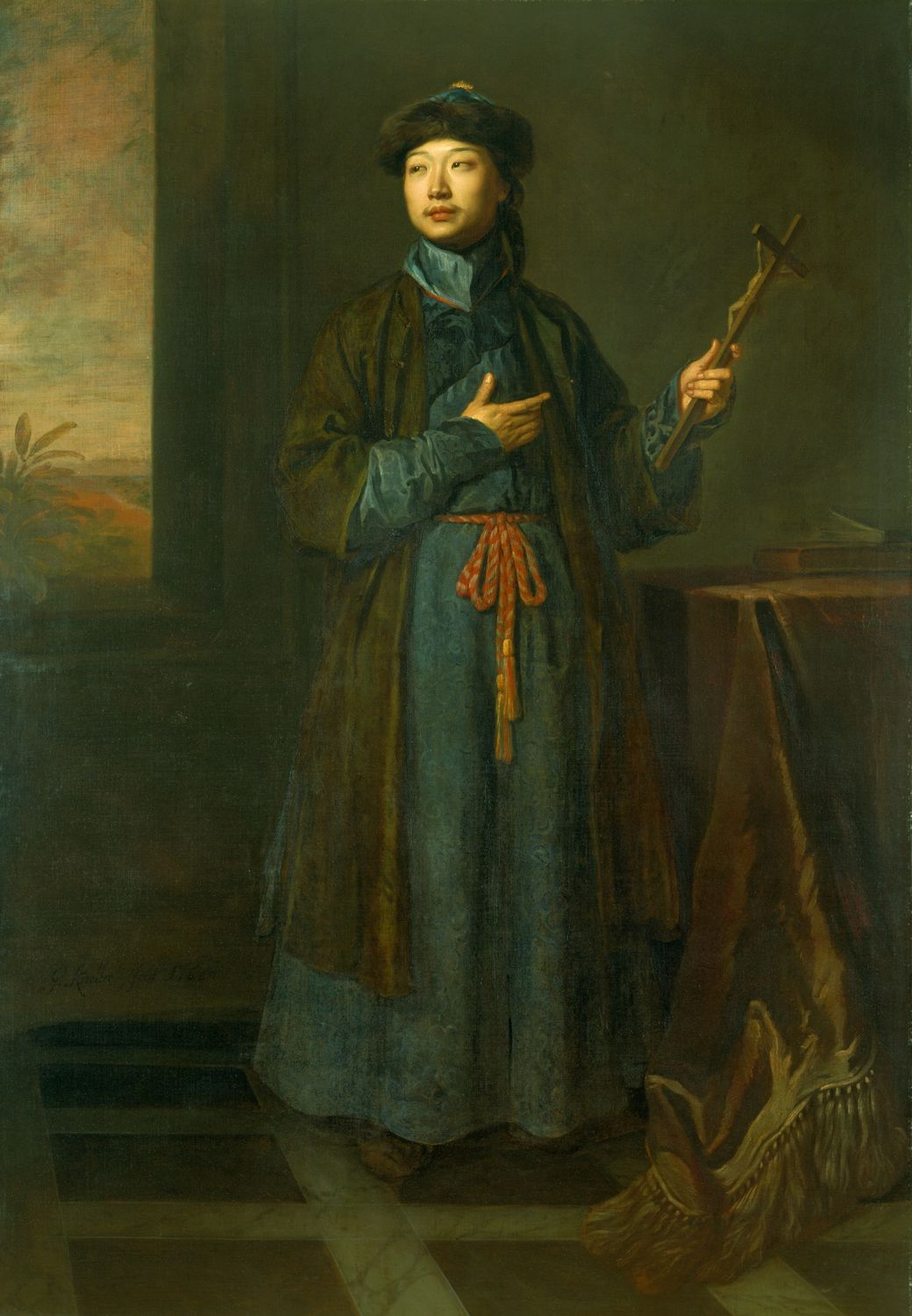
Portret van Shen Fu-Tsung